# Gugu Dupuis
Gustave Raymond „Gugu“ Dupuis (* 3. April 1917 in Montreux; † 26. Februar 2013 in Zürich) war ein Schweizer Jazztrompeter. Gugu Dupuis, der im Spiel stark von Louis Armstrong beeinflusst war, galt als einer der besten Swingtrompeter in der Schweiz; sein Solo bei „Sweet Georgia Brown“ des Orchesters Lanigiro erlangte Bruno Spoerri zufolge „Kultstatus bei jüngeren Schweizer Jazztrompetern“.
Dupuis lernte ab dem Alter von sieben Jahren Geige und ging mit 14 Jahren ans Konservatorium, wo er zur Trompete wechselte. 1934 holte ihn Louis Comte in sein Orchester. 1935 schenkte ihm Louis Armstrong aus Verbundenheit ein Mundstück. Von September 1936 bis Mai 1937 spielte er in der Band von Morris Einhorn mit Coleman Hawkins, dann mit Jo Grandjean und Benny Carter. Nach einer Italientournee mit Chico Rossi spielte er bei James Boucher, Bob Engel, und Lothar Löffler, bis er 1942 bei den Lanigiros eintrat. 1946 bis 1947 gehörte er zur Band von Fred Böhler, bis ihn René Bertschy zu seinen Continentals holte, wo er bis 1951 wirkte. 1952 war er bei Art Peyer. 1953 wurde er ein reguläres Mitglied des Unterhaltungsorchesters des Schweizer Radio DRS, das zunächst von Cedric Dumont und dann von Hans Moeckel und Peter Jacques geleitet wurde. Dort blieb er bis Mitte 1982. Er zog sich dann von der Musikszene zurück.

## Diskographische Hinweise
- Liveaufnahmen mit Coleman Hawkins-Morris Einhorn (Elite 954400/1)
- Lanigiros („Sweet Georgia Brown“ auf LP EMI-Columbia C152-33894/5)
- Philippe Brun (Elite Special/Continentals - Polydor)